# La Vierge à l'Enfant (Mantegna)
Pour les articles homonymes, voir La Vierge à l'Enfant.
La Vierge à l'Enfant  ou La Vierge à l'Enfant avec Marie-Madeleine et saint Jean le Baptiste est un tableau du peintre renaissant Andrea Mantegna, exécuté entre 1490 et 1505 et conservé aujourd'hui à la National Gallery de Londres.

## Histoire
Ce tableau, une tempera sur toile de 139,1 × 116,8 cm est originellement un retable destiné à une église ou une chapelle. Son emplacement initial, ainsi que son commanditaire, demeurent inconnus.
Il a été acheté par la National Gallery en 1855.

## Thème
Thème de l'iconographie de la peinture chrétienne, la Vierge à l'Enfant présente la Vierge, l'Enfant porté par elle, assise sur un trône, accompagnée de personnages saints : elle est ici en conversation sacrée. Ce n'est pas une Sainte Famille puisque Joseph ou Anne en sont absents.

## Description
La Vierge portant l'Enfant debout sur un de ses genoux, est assise sur un trône, siège surmonté d'un dais entièrement rouge.
À gauche figure saint Jean-Baptiste adulte, accompagné de ses attributs, la canne de berger surmontée d'une croix. Un phylactère enroulé autour de la base porte le texte (EC)/CE AGNU(S DEI) (EC)CE Q(UI TOLLIT PEC)CATA M(UN)DI, tiré de Jean, 1:23 (« Voici l'Agneau de Dieu qui enlève le péché du monde »), sur une face, et, au verso, on peut lire aussi la signature du peintre, ANDREAS MANTINIA C.P.F..., avec F pour fecit (« fait par » ) et  C.P. pour  C(ivis) P(atavinus), c'est-à-dire, « citoyen de Padoue », ville où il a été formé et à laquelle il était très attaché.
À droite, se tient Marie-Madeleine, tenant une fiole dans la main droite. 
Tous les personnages portent une auréole circulaire (signe de la peinture byzantine).
Le fond comporte des arbres portant des fruits jaunes et orangés, des agrumes, et aucun autre paysage n'est visible. Ces agrumes se trouvent déjà présents dans le Retable Trivulzio (1497), tandis que l'ondulation fantaisiste des draperies fait écho à d'autres œuvres de la dernière phase de l'artiste, comme La Vierge de la Victoire (1497), le gris métallisé rappelant celui de L'Introduction du culte de Cybèle à Rome (1505-1506).
Le sol est terreux et non pierreux ou de marbre comme souvent chez Mantegna.
Les ciels gris portent des nuages.

## Analyse
Les couleurs et les éléments chers à Mantegna sont présents :
- Le  rouge du dais (couleur symbolique de la Passion du Christ), en véritable écrin autour de Jésus enfant.
- Les fruits, symbole de la célébration, en jaune et orangé.